# Martijn Budding
Martijn Budding (Veenendaal, 31 agosto 1995) è un ciclista su strada e ciclocrossista olandese, che corre per il team Unibet Tietema Rockets.

## Palmarès

### Strada
- 2015 (Rabobank Development Team, tre vittorie)

2ª tappa Volta a la Província de València (Ontinyent > Ontinyent)
3ª tappa Volta a la Província de València (Náquera > Náquera)
Classifica generale Volta a la Província de València
- 2016 (Rabobank Development Team, due vittorie)

1ª tappa Ronde de l'Oise (Plailly > Ribécourt-Dreslincourt)
6ª tappa Olympia's Tour (Margraten > Noorbeek)
- 2019 (BEAT Cycling Club, quattro vittorie)

2ª tappa International Tour of Rhodes (Rodi > Koskinou)
Classifica generale International Tour of Rhodes
1ª tappa, 2ª semitappa Tour de la Mirabelle (Vandœuvre-lès-Nancy > Blénod-lès-Pont-à-Mousson)
3ª tappa Kreiz Breizh Elites (Ploërdut > Carhaix)

#### Altri successi
- 2019 (BEAT Cycling Club)

1ª tappa Kreiz Breizh Elites (Ploumagoar, cronosquadre)
- 2023 (TDT-Unibet Cycling Team)

Slag om Woensdrecht

## Piazzamenti

### Classiche monumento
- Liegi-Bastogne-Liegi

2017: ritirato

### Competizioni mondiali
- Campionati del mondo di ciclocross

Koksijde 2012 - Junior: 18º
Louisville 2013 - Junior: 2º
Hoogerheide 2014 - Under-23: 15º
Tábor 2015 - Under-23: 12º
Heusden-Zolder 2016 - Under-23: 8º
- Campionati del mondo su strada

Toscana 2013 - In linea Junior: ritirato

### Competizioni europee
- Campionati europei di ciclocross

Ipswich 2012 - Junior: 4º
Lorsch 2014 - Under-23: 8º
Huijbergen 2015 - Under-23: 5º